# Castillo de Talmberk
El castillo de Talmberk es un castillo parcialmente derruido que forma parte del núcleo original que conformó el pueblo checo de Talmberk (en la actualidad entidad de Samopše), ubicado a unos 3 kilómetros al norte de Rataje nad Sázavou, en el distrito de Kutná Hora. Se encuentra en un promontorio con fuertes pendientes a una altitud de 365 metros sobre el nivel del mar. Está protegido como monumento cultural desde 1966.
Fue construido en un año desconocido, pero determinado en el siglo XIII, por los señores de Talmberk, a cuya familia estuvo vinculado durante la mayor parte de su existencia. A finales del siglo XIV fue conquistado y durante varios años gobernada por los medos de Valdek. Los señores de Talmberk perdieron el castillo a mediados del siglo XV. Después, fue brevemente propiedad de las familias Ojíř de Očedělice, de los Šumburk y los Slavat de Chlum. Durante las tres últimas familias el castillo perdió su función como residencia, comenzó a decaer y en 1533 fue marcado como desierto. Se conservan fragmentos de mampostería que fueron absorbidos por la construcción de viviendas en el siglo XIX.

## Origen del nombre
El primer miembro del nombre Talmberk deriva del alto alemán medio Tâhele. En las fuentes históricas, el nombre aparece en las siguientes formas: Talmberg (1297), Talnberg (1312), Thalmberk (1337), Talmberk (1381), de Tallenberga (1398), Talenberg (1400), de Talmberk (1477) y Talmberk (1547).

## Historia
El castillo de Talmberk fue fundado por un miembro de la familia Kounic (o Kaunitz). Diferentes autores difieren en cuanto a cuál de ellos fue y cuándo se fundó. Según Tomáš Šimek, el castillo fue fundado por Hroznata de Úžice, que ocupó el cargo de purgante del castillo de Praga entre 1284 y 1286, en algún momento después de 1284. Marek Rubeš sostiene como fundador al hermano o sobrino de Hroznata, Vilém, cuyo apellido mencionaba indirectamente el castillo en 1297, pero no descartó la fundación del castillo por Hroznata. August Sedláček y Tomáš Durdík consideraron que el fundador de Talmberk fue el hijo de Hroznata, Arnost, un antepasado de la familia Černčický de Kácov, que se supone que construyó el castillo a principios del siglo XIV. Arnošt utilizó el apellido de Talmberk en 1312, pero seis años más tarde se escribió de Černčice, por lo que probablemente fue dueño del castillo sólo por un corto período de tiempo y sólo pudo haber sido un tutor de los descendientes menores de Guillermo.
En la primera mitad del siglo XIV, el apellido de Talmberk fue utilizado por los hermanos Diviš y Nezamysl, hijos de Vilém de Talmberk. Diviš demandó a František de Dobešovice y Želenč en 1316 por una deuda de diez talentos de plata. En 1336 o 1337, Nezamysl intercambió algunas tierras con el monasterio de Sázava. La escritura de acuerdo contiene la primera mención directa del castillo y el hermano de Nezamysl, Diviš, se encontraba entre los testigos. En fuentes posteriores, Diviš aparece en 1348 en los registros de la tierra y tal vez todavía estaba vivo en 1353, cuando su hijo Petr de Talmberk sirvió como canónigo del monasterio de San Jorge y capellán de la reina Ana.

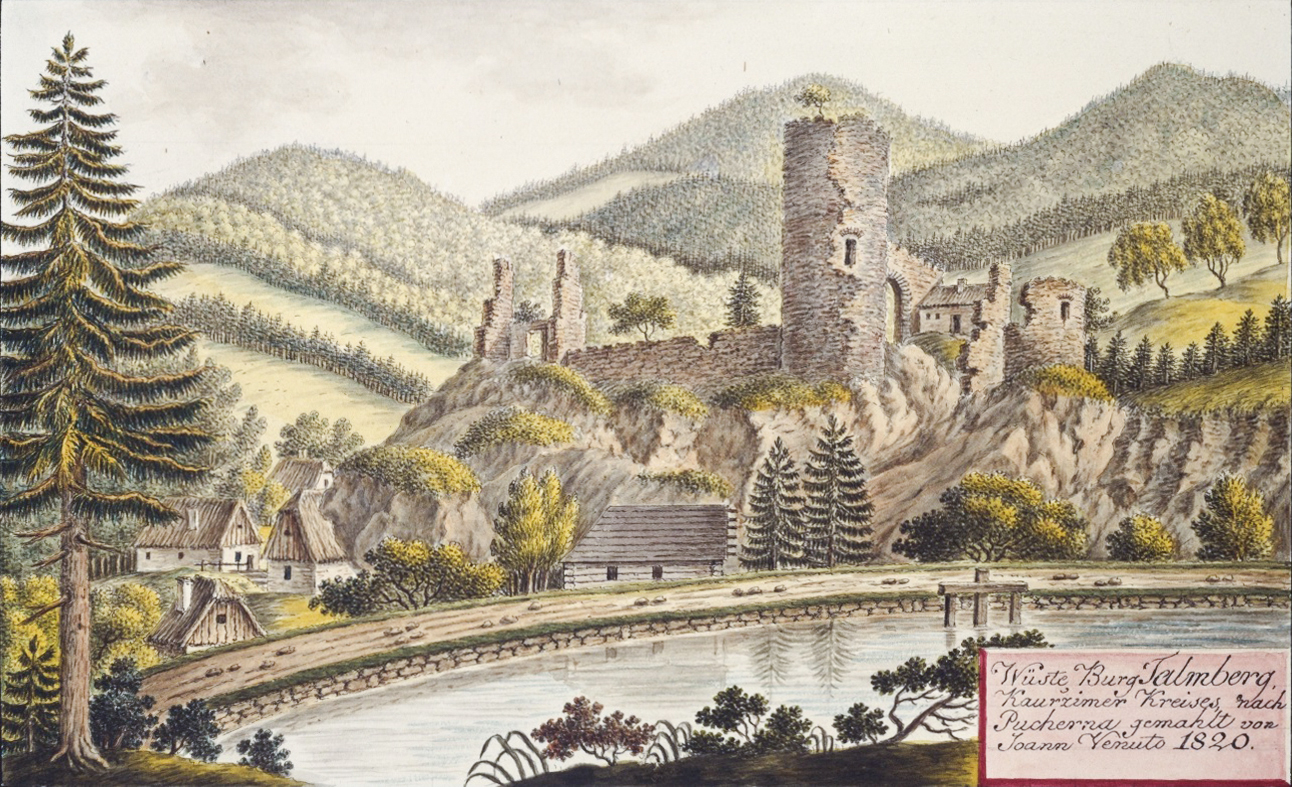
El castillo abandonado de Talmberk (grabado de Jan Antonín Venuto, 1820).

En 1385 el castillo pertenecía a Diviš de Talmberk. Por una razón desconocida, fue ocupado por los hermanos Havel y Vilém Medek de Valdeka, que estaban emparentados con Diviš, ya que la esposa de Havel era Dorota de Talmberk. La disputa fue llevada ante el tribunal provincial, según cuya decisión Havel debía devolver el castillo a Diviš e indemnizarle por los daños sufridos. No es seguro que Havel aceptara la sentencia, porque en 1400 todavía se refería a sí mismo como de Talmberk. Sin embargo, Diviš fue liberado y en 1400 sirvió como purgrave del castillo de Praga. En 1414 sirvió como sacerdote en la iglesia de Úžice y la última mención de él es del año siguiente, cuando testificó en una disputa sobre la propiedad de Budka de Kojetice.
Casi no hay registros de Talmberk de los años siguientes y de las guerras husitas. En 1417, el hijo de Diviš, Oldřich de Talmberk, ejerció el derecho de patronazgo sobre la iglesia de Úžice, y veinte años más tarde, en 1437, Hynek de Talmberk transfirió al castillo la dote de su madrastra, que pudo ser la segunda esposa de Oldřich. La familia de los señores de Talmberk era muy numerosa en aquella época, pero no conocemos a los propietarios concretos del castillo. Su supuesta lista fue registrada en 1543 en los registros de tierras, según la cual a Hynk le sucedieron Mikuláš, Štěpán, Ješek, Zdeňka, Vilém y Ješek de Talmberk.

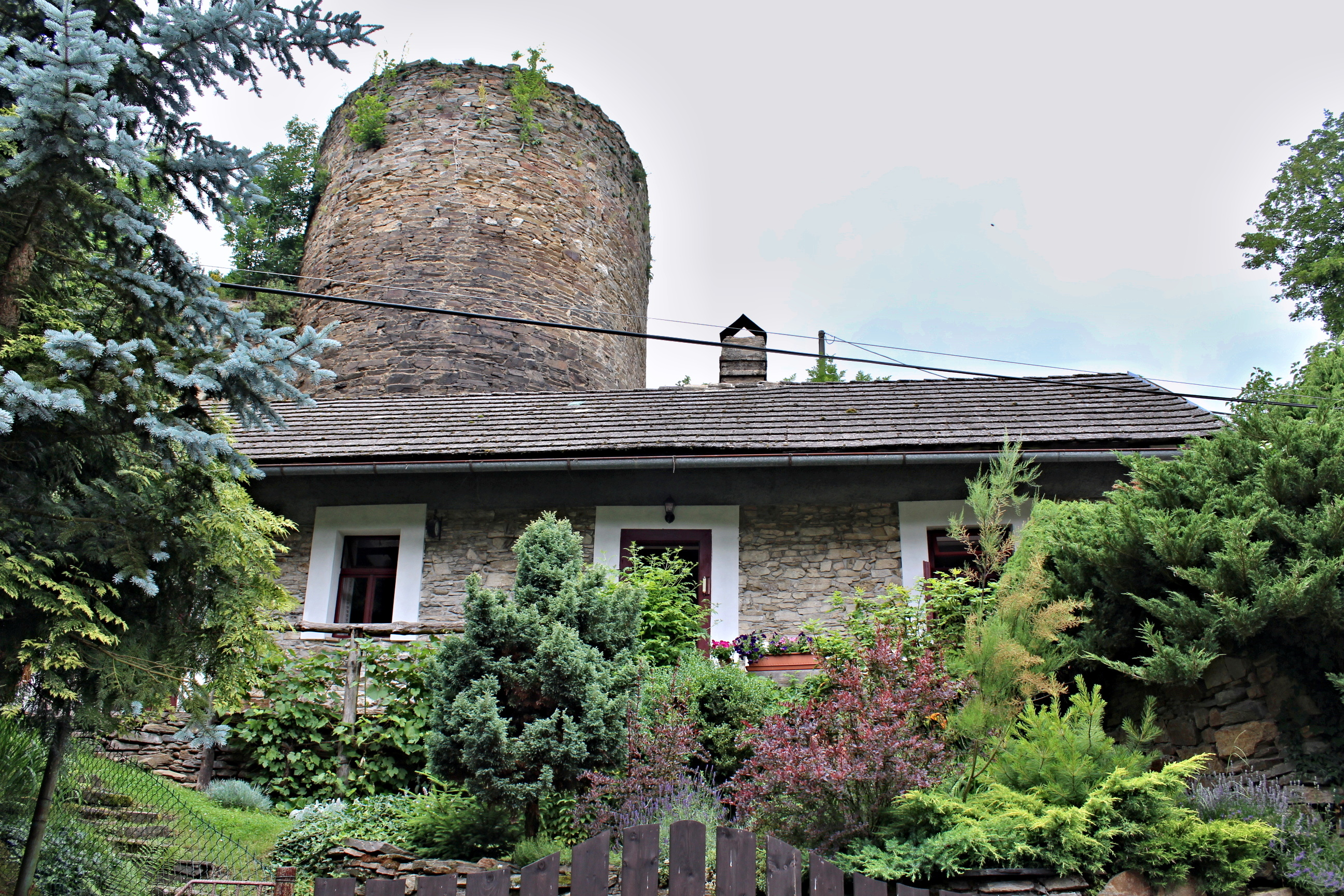
Casa pegada a la torre del castillo.

De los señores de Talmberk, el castillo fue probablemente el último en pertenecer a Štěpán, mencionado en 1460 como tutor de los hijos de Ofka, hija de Diviš de Talmberk. En algún momento de la guerra entre el rey Jorge de Podiebrad y la Unidad de Zelenohorské, los señores de Talmberk perdieron el castillo. En 1473 se documenta como titular del castillo a Bedřich Ojíř de Očedělice. Después de él, el castillo fue adquirido de alguna manera por Bedřich de Šumburk, mencionado en Talmberk en 1487. Sin embargo, Bedřich residió en Trutnov y transfirió la dote de su esposa a Talmberk. Talmberk fue administrado para él por el purgrave, que en 1488 negoció con Ambrosio de Pilbín, el purgrave de Rataje, la venta del castillo. Amroz representó a Bohuslav de Švamberk. El precio de Talmberk se fijó en 3 500 kopeks, pero el acuerdo probablemente no se llevó a cabo.
En la segunda mitad del siglo XV Talmberk dejó de ser un señorío. En una época desconocida fue comprada por los eslavos de Chlum y probablemente anexionada a Čestín. El castillo se deterioró y en 1533 se marcó como abandonado. El castillo abandonado se convirtió en una fuente de material de construcción y los terrenos de sus inmediaciones fueron vendidos como solares por las clases altas a finales del siglo XVIII. En 1830, el propio castillo fue dividido de la misma manera, y se construyeron varias casas en sus ruinas.
En la segunda mitad del siglo XIX comenzaron los intentos de salvar las ruinas, pero se encontraron con la falta de dinero. Como consecuencia del mal estado, la gran torre se derrumbó el 24 de junio de 1933, y sus restos se rebajaron aún más durante las reparaciones. Al mismo tiempo, también se demolieron la puerta y otros muros. En 1997 y 2000 se produjeron nuevos daños. La estabilización de los restos no se completó hasta 2008.

## Construcción
Talmberk pertenecía a los castillos de tipo bergfried más desarrollados. Su construcción tuvo lugar en varias fases, pero en la primera se construyó casi en su totalidad. En algún momento posterior a la conquista del castillo por parte de Medka de Valdek, probablemente se construyó una segunda torre más pequeña y se sustituyó la portería por una simple puerta en la muralla frontal. Además, es posible que se ampliara el palacio y se reforzaran las fortificaciones con un baluarte entre los fosos.
Los fundadores eligieron para el castillo un promontorio rocoso descendente sobre la confluencia de los arroyos Úžický y Talmberský. Las empinadas laderas proporcionaban una protección natural y el acceso sólo era posible desde el norte. Las defensas del castillo se reforzaron con un estanque situado en el pie oriental del promontorio. Sin embargo, con el desarrollo de las armas de fuego, las desventajas de la ubicación se hicieron evidentes, ya que las colinas más altas de los alrededores permitían a los posibles asaltantes bombardear el castillo con eficacia.
De las fortificaciones y edificios situados frente al castillo, sólo se ha conservado parcialmente el foso. Según František Alexander Heber, el foso era doble y estaban separados por una cresta rocosa. La veduta del castillo de 1797 y 1820 muestra un baluarte que se habría situado en el límite de los fosos.
El núcleo del castillo tenía una planta aproximadamente rectangular con las esquinas del norte redondeadas. En el lado norte, se ha conservado una parte del muro del zwinger. La puerta del núcleo estaba situada bajo una gran torre. La estructura era más compleja, pero lo que se conserva de la mampostería es un edificio nuevo construido tras el derrumbe de la torre. El único elemento original de la puerta original es el bolsillo de la barrera utilizado para asegurar la puerta.
El elemento dominante del castillo era un bergfried redondo incorporado a la muralla en la esquina noreste. La entrada a la torre estaba a una altura de unos siete metros. El piso superior a la entrada estaba iluminado por varias ventanas pequeñas, y el piso superior contenía aberturas estrechas regularmente espaciadas que se cree que eran aspilleras. La torre medía 930 centímetros de diámetro en la planta baja y la entrada de la planta baja se estableció en 1933. En la esquina adyacente se encontraba una estructura redondeada que se cree que es una torre más pequeña. Según Tomáš Durdík, se calentaba con una estufa de azulejos, pero Marek Rubeš rechazó esta hipótesis debido al reducido tamaño del interior.
El lado sur del núcleo del castillo consistía en un palacio, del que sólo se ha conservado una parte del muro del perímetro exterior, aunque hipotéticamente podría tratarse de un muro de patio. Esto sugeriría una bodega o sótano abovedado en la zona del parque. Se cree que esta última forma parte de una ampliación posterior, pero es posible que fuera el núcleo de un palacio cuyos muros exteriores han desaparecido por completo.